# Alexandre de Choiseul du Plessis-Praslin
Pour les autres membres de la famille, voir Maison de Choiseul.
Alexandre de Choiseul du Plessis-Praslin (né en 1634 et tué le 14 juin 1672 à Arnheim) est un membre de la maison de Choiseul qui fut abbé commendataire de Saint-Sauveur de Redon de 1648 à 1652 puis homme de guerre.

## Biographie
Alexandre de Choiseul  dit le « Comte de Choiseul-Praslin » est le 3e fils de César de Choiseul du Plessis-Praslin et de son épouse Colombe Le Charron. Il est pourvu en commende de l'abbaye Saint-Sauveur de Redon après la mort de son frère César de Choiseul du Plessis-Praslin tué au combat en 1648. Dès 1652 il décide de renoncer à ce bénéfice ecclésiastique en faveur de son cadet afin de se marier et  embrasser une carrière militaire. Le 16 juillet 1659 il épouse Marie-Louise Le Loup de Bellenave. Mestre de camp d'un régiment de cavalerie puis Maréchal de camp des armées du roi il est lui aussi tué à l'âge de 38 ans pendant la Guerre de Hollande lors du siège d'Arnheim le 14 juin 1672. Il laisse comme héritier un fils unique : César II Auguste de Choiseul (tué le 28 mai 1684), qui succède en 1675 à son grand-père comme 2e duc de Choiseul.